# Rolf Selzer
Rolf Selzer (* 5. Dezember 1942 in Hochheim/Main; † 12. Februar 2024 in Kiel) war ein deutscher Politiker (SPD).

## Leben
Selzer besuchte die Volksschule und die Abendschule sowie die Heimvolkshochschule. Er hatte eine Ausbildung als Schriftsetzer und war später als Journalist und Geschäftsführer tätig.
Selzer wurde 1959 Mitglied der SPD. Von 1972 bis 1983 war er Landesgeschäftsführer der SPD in Schleswig-Holstein, von 1991 bis 1995 Kreisvorsitzender der SPD in Kiel. Von 1983 bis 1992 vertrat er im Landtag von Schleswig-Holstein den Wahlkreis Kiel-West als direkt gewählter Abgeordneter. Am 25. Mai 1993 rückte er über die Landesliste in den Landtag nach und saß dort noch bis 1996. Im Landtag war Selzer Mitglied im Eingaben-, Innen- und Rechtsausschuss sowie im Sozialausschuss. Außerdem war er Mitglied im Sonderausschuss "Verfassungs- und Parlamentsreform".